# Jūrō Kara

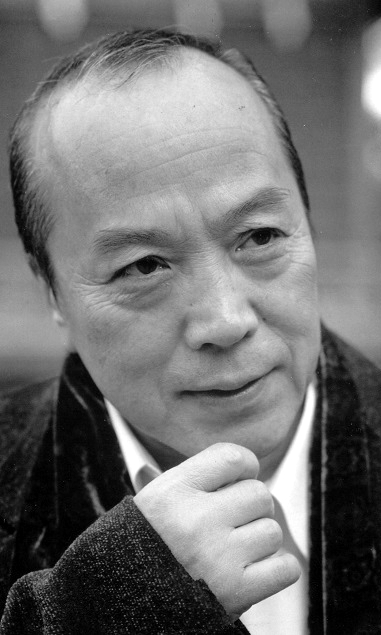
Jūrō Kara

Jūrō Kara (jap. 唐 十郎, Kara Jūrō, wirklicher Name: Ōtsuru Yoshihide (大靏 義英); * 11. Februar 1940 in Tokio; † 4. Mai 2024 in Tokio) war ein japanischer Schauspieler, Dramatiker und Schriftsteller.

## Leben
Kara studierte Schauspiel und Theaterkunst an der Meiji-Universität und schloss sich 1963 der Jōkyō-Gekijō-Theatergruppe an. Mit seinen Aufführungen außerhalb der Schauspielhäuser in einem roten Zelt (Red Tent)  wurde er in den 1960er Jahren einer der führenden Vertreter der Untergrund-Theater-Bewegung (angura) in Japan. 1970 gewann er mit Shōjo kamen den Kishida-Kunio-Preis. Er tourte mit seiner Truppe durch Korea (1972), Bangladesch (1973) und Palästina.
1985 löste er die Jōkyō-Gekijō-Gruppe auf und gründete 1987 mit jungen Schauspielern die Gruppe Kara-gumi. Als Professor an der Staatlichen Universität Yokohama gründete er 2000 die Studentengruppe Kara-zemi. Für das Schauspiel Doro ningyō erhielt er 2003 den Kinokuniya-Theaterpreis, den Tsuruya-Namboku-Dramatikerpreis, den Yomiuri-Literaturpreis und den Yomiuri-Theaterpreis. 2006 wurde er mit dem Ehrenpreis des Yomiuri-Theaterpreises und einem Spezialpreis für sein Lebenswerk der Meiji-Universität ausgezeichnet. Für den Roman Sagawa-kun kara no tegami (nach einem realen Fall von Kannibalismus in Paris) erhielt er zudem 1989 den Akutagawa-Preis.

## Werke
- Shōjo Kamen, 1969
- Nito Monogatari, 1972
- Bengaru no Tora, 1973
- Shitaya Mannen-cho Monogatari, 1981
- Taki no Shiraito, 1989
- Binro no Fuin, 1992
- Gyoshonin Nemo, 2007